# Tvefarvet mælkehat
Tvefarvet Mælkehat (Lactarius Quieticolor) er en udbredt mælkehat i Danmark.